# 米莉·佩金斯
米莉·佩金斯（英语：Millie Perkins，1938年5月12日—）是一位美国电影和电视女演员，因在处女作《安妮日记》 （1959年）中的饰演安妮·弗兰克出名。

## 生平
她出生于新泽西州巴賽克，在费尔劳恩长大，并就读于费尔劳恩高中。她的父亲是一名拥有马扎尔人和蒙古族血统的商船船长。佩金斯在纽约市一家广告公司担任接待员时，引起了一位来访摄影师的注意，并因此成为了一名模特。1958年，她受到乔治·史蒂文斯赏识，被选中出演《安妮日记》。
在与乔治·史蒂文斯合作后，帕金斯与20世纪福克斯签约，成为好莱坞年轻明星之一，但后来没有特别出名的作品。1976年，佩金斯和她丈夫罗伯特·汤姆及两个女儿搬到了俄勒冈州的杰克逊维尔，在家举办过一些喜剧讲习班。到1978年，她已经远离好莱坞，以至于电影演员协会将她列入了不活跃名单，当年9月，好莱坞专栏“问迪克·克莱纳”（Ask Dick Kleiner）回应了问题“米莉·佩金斯发生了什么？”，回答是“米莉·佩金斯最近去世”。佩金斯后来去信澄清，克莱纳便在1979年1月撤回前言，但仍然坚称：“好莱坞几乎每个人都相信她死了。”1982年。帕金斯在南俄勒岡大學教授戏剧。
1983年，帕金斯回到电影界，在《Table for Five》中扮演強·沃特的前妻，之后基本接到的也是母亲一类的角色。

## 家庭
1960年4月15日，她与演员迪恩·斯托克维尔结婚。他们于1962年7月30日离婚。她后来嫁给了作家兼导演罗伯特·汤姆，后者为她出演的1968年流行电影《狂野街头》编剧。他们有两个孩子，分别生于1966年和1969年。